# Pierre-Edouard Plucket
 (mars 2012).
Pierre-Edouard Plucket, né le 11 octobre 1759 à Dunkerque et mort le 4 septembre 1845 dans la même ville, est un corsaire français célèbre qui fut surnommé « le second Jean Bart »

## Origines et formation
Né dans une famille de marin de Dunkerque, il commence sa carrière en tant que mousse en 1777 puis comme matelot. Il embarque en août 1778 sur un navire corsaire qu’une frégate anglaise, l'Anphitrite, capture avec tout son équipage. S’ensuivent près de 18 mois de captivité sur le sol anglais à la prison de Gaspard, près de Portsmouth. Plucket apprend de ses compagnons d’infortune les rudiments de la navigation et continue son instruction à sa libération. Il devient pilote, puis à 22 ans il reçoit son premier commandement sur un navire marchand.
En 1791, des armateurs de Nantes placent sous ses ordres le « Sans-Culotte nantais », un brick armé de 14 petites caronades de quatre, Plucket reçoit ainsi sa première lettre de marque en tant que capitaine d’un corsaire.

## Carrière de corsaire
Le 28 mars 1793, le journal Le Moniteur universel rapporte : « II est rentré, en rade de Brest, un corsaire qui a fait, en dix-sept jours, huit prises estimées plusieurs « millions. » Pluckett avait, en effet, contraint deux bâtiments hollandais et six anglais à se rendre à lui, dans le cours de cette première expédition; il n'avait pas pu en prendre davantage, faute de monde. »
Pluckett enchaine les prises sur plusieurs bâtiments, tels que : le « Patriote de Brest » de 18 canons et de 140 hommes d'équipage, « la Jalouse (en) », une corvette de 12 canons et 150 hommes d'équipage, « Le Résolu » corsaire d’un armateur calaisien. Puis Pluckett retourna sur un navire de la République et fut lieutenant de la frégate « la Poursuivante (en) », commandée par Castaignier, dont il eut plus tard lui-même le commandement provisoire qu'il résigna en l'an X, entre les mains de Lhermitte.

## Fin de carrière
L’écrivain Napoléon Gallois commenta la fin de la carrière de Plucket en disant : « À cette époque, la paix maritime était conclue : les justes et légitimes réclamations élevées par Pluckett pour ses parts de prises ., et même pour un navire lui appartenant que le Directoire avait mis en réquisition, étaient demeurées sans résultats. Pluckett, dégoûté, abandonna à quarante et quelques années, une carrière dans laquelle il s'était rendu si célèbre, et ce marin, dans lequel Jean Bon Saint-André avait deviné un futur amiral, rentra à jamais dans la vie civile. »
L’historien M. Vanderest écrit sur Plucket : « Après trente-deux ans d'absence, Pluckett, doyen d'âge des officiers de la marine française, est revenu, depuis 1834, habiter sa ville natale, où il jouit de la vénération générale, lia reçu la croix de la Légion d'honneur le 22 septembre 1840; l'amiral Roussin étant ministre de la marine, ayant répondu favorablement à une demande concernant Pluckett termine sa lettre en ces termes: « Je désire que le respectable vétéran, le « brave capitaine Pluckett, voie dans cette décision une « marque d'estime et de la sympathie du département de « la marine pour sa valeureuse carrière. »

## Distinctions
- Chevalier de la Légion d'honneur le 21 septembre 1840[6].

## Hommage
- Une rue de Dunkerque porte son nom depuis le 30 octobre 1958[7].